# Święty Jan Boży (obraz Bartolomé Estebana Murilla)
Święty Jan Boży (hiszp. San Juan de Dios transportando un enfermo) – powstały w 2. poł. XVII w. obraz autorstwa hiszpańskiego barokowego malarza Bartolomé Estebana Murilla.
Przechowywany w Kościele św. Jerzego w Sewilli.

## Historia
Dzieło jest jednym z ośmiu obrazów, które Murillo namalował na zamówienie zajmującego się dobroczynnością Bractwa Miłosierdzia z Sewilli (hiszp. La Hermandad de la Caridad de Sevilla). Historycy sztuki uważają je za najlepsze dzieła mistrza, w których najlepiej ujawnił się jego malarski talent. W Sewilli, obok Świętego Jana Bożego eksponowane są jeszcze: Cud chlebów i ryb, Mojżesz na skale Horebu i Święta Elżbieta Węgierska. Pozostałe, wywiezione przez wojska napoleońskie w 1810, podziwiać można w muzeach Londynu (Uzdrowienie paralityka, National Gallery), Waszyngtonu (Powrót syna marnotrawnego, National Gallery of Art), Ottawy (Abraham przyjmuje trzech aniołów, National Gallery) i Petersburga (Uwolnienie św. Piotra Apostoła, Ermitaż).
W 2006 przy okazji prac restauracyjnych w Madrycie obraz wyceniono na 3,66 miliona €. Od stycznia do marca 2006 dzieło było wystawiane w Prado.

## Opis
Murillo przedstawił jeden z cudów znanych z biografii św. Jana Bożego, założyciela bonifratrów. Żyjący na przełomie XV i XVI w. święty troszczył się o ubogich i bezdomnych Grenady. Którejś nocy nie był w stanie unieść jednego ze znalezionych na ulicy podopiecznych. Miał się wówczas zjawić Archanioł Gabriel (w innym opracowaniu jest mowa o Archaniele Rafale – patronie lekarzy i chorych), by pomóc świętemu w wypełnieniu dzieła miłosierdzia. Murillo spowił całą scenę w swego rodzaju mistyczny całun nocy. Twarz świętego wyraża zdumienie, jakby został na czymś przyłapany. Obraz rozświetlają jasne barwy użyte przez artystę, by postacie wydobyć z otaczających ciemności, chciałoby się powiedzieć „ziemskiej egzystencji”.